# Herpetocetus
Herpetocetus és un gènere extint de cetacis de la família dels cetotèrids que tingueren una distribució cosmopolita marina entre el Miocè inferior i el Plistocè superior. Se n'han trobat restes fòssils a Bèlgica, els Estats Units, el Japó, Mèxic, els Països Baixos, el Regne Unit i Xile. Es tracta d'un dels gèneres de cetòtèrids amb major diversitat d'espècies i de l'únic misticet extint del Plistocè. Les espècies d'aquest grup probablement es nodrien mitjançant alimentació per succió lateral.